# Robert Harper
Robert Harper (New York, 19 mei 1951 - Rotterdam, 23 januari 2020) was een Amerikaans acteur.

## Biografie
Harper begon in 1981 met acteren in de film Mommie Dearest. Hierna heeft hij nog meerdere rollen gespeeld in films en televisieseries zoals Creepshow (1982), Once Upon a Time in America (1984), Frank’s Place (1987-1988), Twins (1988), Final Analysis (1992), L.A. Law (1989-1993), Deconstructing Harry (1997), The Insider (1999), en Philly (2001-2002).  
Daarnaast heeft hij ook in drie toneelspelen op Broadway gespeeld, te weten Once in a Lifetime, The Inspector General en Arthur Miller's The American Clock.
Harper is in 1981 getrouwd en is later van haar gescheiden, in 2005 is hij opnieuw getrouwd. Op 23 januari 2020 is hij aan de gevolgen van kanker overleden in Rotterdam. 

## Filmografie

### Films
Selectie:
- 1999 The Insider – als Mark Stern
- 1997 Deconstructing Harry – als dokter van Harry
- 1992 Final Analysis – als Alan Lowenthal
- 1989 The War of the Roses – als Heath
- 1988 Twins – als Gilbert Larsen
- 1987 Not Quite Human – als J.J. Derks
- 1987  Dead or Alive – als Dave Henderson
- 1984 Once Upon a Time in America – als Sharkey
- 1981 Mommie Dearest – als David

### Televisieseries
Uitgezonderd eenmalige gastrollen.
- 2001 – 2002 Philly – als rechter Irwin Hawes – 13 afl.
- 1989 – 1993 L.A. Law – als Brian La Porte – 4 afl.
- 1989 Wiseguy – als Dewitt Clipton – 4 afl.
- 1987 – 1988 Frank’s Place – als Bubba Weisberger – 22 afl.

- Library of Congress Control Number: no2007114391
- Virtual International Authority File: 14559322
- WorldCat: E39PBJqbj7km4hqFQWfThDgVG3